# شرح کبیر انقروی بر مثنوی معنوی مولوی
شرح کبیر انقروی بر مثنوی معنوی مولوی کتابی از اسماعیل انقروی با ترجمهٔ عصمت ستارزاده است که در سال ۱۳۴۸ منتشر و برندهٔ جایزه کتاب سال سلطنتی شد.